# Mauricio de Sivatte
de Sivatte y de Bobadilla est un nom espagnol. Le premier nom de famille, en général paternel, est de Sivatte ; le second, en général maternel, souvent omis, est de Bobadilla.
Mauricio de Sivatte y de Bobadilla (en castillan) ou Maurici de Sivatte i de Bobadilla (en catalan), né à Arenys de Mar (province de Barcelone, Espagne) le 1er août 1901 et mort à Barcelone le 28 février 1980, est un homme politique carliste, chef régional de la Communion traditionaliste de Catalogne et fondateur de la Régence nationale et carliste d'Estella (RENACE),.
Avec le temps il évolua vers une posture de plus en plus intégriste et finit par critiquer Franco et son gouvernement, qu'il considérait « gauchiste et maçonnique ».